# Traversée internationale du lac Saint-Jean

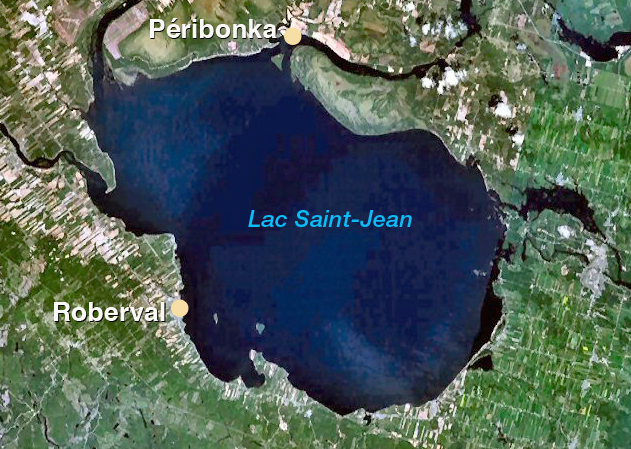
Vue aérienne du Lac Saint-Jean

La Traversée internationale du lac Saint-Jean est une épreuve d'endurance de natation qui a vu le jour en 1955 à Roberval au Québec. L'organisation présente tous les ans plusieurs épreuves de nage en eau libre dont la traversée du lac Saint-Jean entre Péribonka et Roberval sur une distance de 32 km.
Le Bulgare Petar Stoychev a remporté onze fois consécutivement la traversée du lac, de 2001 à 2011. 

## Historique

### Épreuves en 2010
Du 15 au 23 juillet 2010
- 6e Championnat du monde de nage en eau libre FINA

Distances : 5 km, 10 km, 25 km
Du 24 juillet au 1er août
- 1 km, 2 km, 5 km Uniprix. Pour tous les niveaux.
- Circuit national en eau libre, 10 km
- 10 km FINA, étape de la Coupe du monde des marathons de 10 km en eau libre, FINA
- 18e Marathon de la relève Tinto Alcan, 10 km pour nageurs de 14 à 25 ans. Départ à Mashteuiatsh, arrivée à Roberval.
- 56e Traversée internationale du lac Saint-Jean, 32 km, étape du Grand Prix de nage en eau libre FINA. Départ à Péribonka, arrivée à Roberval ; élite mondiale

## Vainqueurs de la Traversée internationale du lac Saint-Jean
| Édition | Année | Vainqueur                  | Pays              | Distance | Temps            |
| ------- | ----- | -------------------------- | ----------------- | -------- | ---------------- |
| 1       | 1955  | Jacques Amyot              | Canada            | 26 km    | 11 h 32 min 10 s |
| 2       | 1956  | Paul DesRuisseaux          | Canada            | 26 km    | 9 h 31 min 0 s   |
| 3       | 1957  | Paul DesRuisseaux          | Canada            | 26 km    | 8 h 17 min 0 s   |
| 4       | 1958  | Mme Greta Andersen         | Danemark          | 26 km    | 8 h 17 min 0 s   |
| 5       | 1959  | Mme Helge Jensen           | Danemark          | 30 km    | 8 h 55 min 51 s  |
| 6       | 1960  | Régent Lacoursière         | Canada            | 30 km    | 9 h 30 min 13 s  |
| 7       | 1961  | Herman Willemse            | Pays-Bas          | 30 km    | 10 h 7 min 6 s   |
| 8       | 1962  | Herman Willemse            | Pays-Bas          | 30 km    | 9 h 3 min 0 s    |
| 9       | 1963  | Herman Willemse            | Pays-Bas          | 30 km    | 8 h 32 min 50 s  |
| 10      | 1964  | Nabil El Shazly            | Égypte            | 30 km    | 10 h 33 min 21 s |
| 11      | 1965  | Abdel Abou Heif            | Égypte            | 31 km    | 8 h 34 min 35 s  |
| 12      | 1966  | Mme Judith De Nijs         | Pays-Bas          | 31 km    | 8 h 38 min 57 s  |
| 13      | 1967  | Horacio Iglesias           | Argentine         | 31 km    | 8 h 55 min 15 s  |
| 14      | 1968  | Horacio Iglesias           | Argentine         | 31 km    | 9 h 31 min 11 s  |
| 15      | 1969  | Horacio Iglesias           | Argentine         | 31 km    | 9 h 32 min 11 s  |
| 16      | 1970  | Johan Schans               | Pays-Bas          | 31 km    | 8 h 27 min 50 s  |
| 17      | 1971  | Horacio Iglesias           | Argentine         | 31 km    | 8 h 39 min 43 s  |
| 18      | 1972  | Jan Van Scheindel          | Pays-Bas          | 32 km    | 10 h 48 min 43 s |
| 19      | 1973  | Horacio Iglesias           | Argentine         | 32 km    | 8 h 20 min 43 s  |
|         |       | Ossama Rachad              | Égypte            | 32 km    | 8 h 20 min 43 s  |
| 20      | 1974  | John Kinsella              | États-Unis        | 32 km    | 7 h 54 min 17 s  |
| 21      | 1975  | John Kinsella              | États-Unis        | 32 km    | 7 h 36 min 57 s  |
| 22      | 1976  | John Kinsella              | États-Unis        | 32 km    | 7 h 18 min 6 s   |
| 23      | 1977  | John Kinsella              | États-Unis        | 32 km    | 7 h 32 min 31 s  |
| 24      | 1978  | John Kinsella              | États-Unis        | 32 km    | 7 h 13 min 35 s  |
| 25      | 1979  | John Kinsella              | États-Unis        | 32 km    | 7 h 1 min 15 s   |
| 26      | 1980  | Paul Asmuth                | États-Unis        | 32 km    | 7 h 11 min 0 s   |
| 27      | 1981  | Claudio Plitt              | Argentine         | 32 km    | 8 h 45 min 38 s  |
| 28      | 1982  | Robert Lachance            | Canada            | 32 km    | 8 h 14 min 7 s   |
| 29      | 1983  | Paul Asmuth                | États-Unis        | 32 km    | 7 h 2 min 1 s    |
| 30      | 1984  | Doug Northway              | États-Unis        | 32 km    | 7 h 37 min 36 s  |
| 31      | 1985  | Claudio Plitt              | Argentine         | 64 km    | 18 h 14 min 40 s |
| 32      | 1986  | Claudio Plitt              | Argentine         | 64 km    | 17 h 45 min 24 s |
| 33      | 1987  | Claudio Plitt              | Argentine         | 64 km    | 17 h 46 min 41 s |
| 34      | 1988  | Claudio Plitt              | Argentine         | 64 km    | 17 h 36 min 28 s |
| 35      | 1989  | Paul Asmuth                | États-Unis        | 64 km    | 17 h 6 min 53 s  |
| 36      | 1990  | Diego Degano               | Argentine         | 40 km    | 9 h 18 min 7 s   |
| 37      | 1991  | Diego Degano               | Argentine         | 40 km    | 10 h 5 min 35 s  |
| 38      | 1992  | Gustavo Oriozabala         | Argentine         | 40 km    | 9 h 55 min 55 s  |
| 39      | 1993  | Chad Hundeby               | États-Unis        | 40 km    | 9 h 0 min 19 s   |
| 40      | 1994  | Chad Hundeby               | États-Unis        | 40 km    | 9 h 25 min 38 s  |
| 41      | 1995  | Alexandre Leduc            | Canada            | 40 km    | 10 h 1 min 0 s   |
| 42      | 1996  | Stéphane Lecat             | France            | 40 km    | 9 h 39 min 58 s  |
| 43      | 1997  | Michael Drozd              | Tchéquie          | 40 km    | 9 h 28 min 33 s  |
| 44      | 1998  | Stephen Cresswell          | Australie         | 32 km    | 7 h 55 min 35 s  |
| 45      | 1999  | Stéphane Lecat             | France            | 32 km    | 7 h 49 min 27 s  |
| 46      | 2000  | Stéphane Lecat             | France            | 32 km    | 6 h 22 min 48 s  |
| 47      | 2001  | Petar Stoychev             | Bulgarie          | 32 km    | 7 h 3 min 45 s   |
| 48      | 2002  | Petar Stoychev             | Bulgarie          | 32 km    | 7 h 32 min 0 s   |
| 49      | 2003  | Petar Stoychev             | Bulgarie          | 32 km    | 7 h 43 min 15 s  |
| 50      | 2004  | Petar Stoychev             | Bulgarie          | 32 km    | 6 h 23 min 14 s  |
| 51      | 2005  | Petar Stoychev             | Bulgarie          | 32 km    | 6 h 48 min 21 s  |
| 52      | 2006  | Petar Stoychev             | Bulgarie          | 32 km    | 6 h 39 min 9 s   |
| 53      | 2007  | Petar Stoychev             | Bulgarie          | 32 km    | 6 h 36 min 29 s  |
| 54      | 2008  | Petar Stoychev             | Bulgarie          | 32 km    | 7 h 39 min 13 s  |
| 55      | 2009  | Petar Stoychev             | Bulgarie          | 32 km    | 6 h 58 min 40 s  |
| 56      | 2010  | Petar Stoychev             | Bulgarie          | 32 km    | 6 h 40 min 22 s  |
| 57      | 2011  | Petar Stoychev             | Bulgarie          | 32 km    | 6 h 36 min 30 s  |
| 58      | 2012  | Trent Grimsey              | Australie         | 32 km    | 6 h 26 min 12 s  |
| 59      | 2013  | Tomi Stefanovski           | Macédoine du Nord | 32 km    | 6 h 45 min 30 s  |
| 60      | 2014  | François Xavier Desharnais | Canada            | 32 km    | 7 h 9 min 8 s    |
|         |       | Tomi Stefanovski           | Macédoine du Nord | 32 km    | 7 h 9 min 8 s    |
| 61      | 2015  | François Xavier Desharnais | Canada            | 32 km    | 7 h 20 min 41 s  |
| 62      | 2016  | Alex Meyer                 | États-Unis        | 32 km    | 6 h 27 min 59 s  |
| 63      | 2017  | Guillermo Bertola          | Argentine         | 32 km    | 6 h 19 min 23 s  |
| 64      | 2018  | Edoardo Stochino           | Italie            | 32 km    | 7 h 10 min 52 s  |
| 65      | 2019  | Marcel Schouten            | Pays-Bas          | 32 km    | 7 h 13 min 31 s  |
| 67      | 2021  | Édouard Bélanger           | Canada            | 32 km    | 7 h 59 min 33 s  |